# Habanera
Habanera – taniec i rodzaj muzyki pochodzący z Kuby, rozpowszechniony w Hiszpanii, w tempie umiarkowanym i metrum 2/4. Charakteryzuje się silnym akcentem na pierwszej części taktu, zrytmizowany. Nazwa habanera powstała w Madrycie ok. 1850.
Jedną z najsławniejszych habaner świata jest piosenka La Paloma oraz melodia El Arreglito napisane przez Sebastiána Iradiera. Melodia Iradiera El Arreglito została wykorzystana przez Georges'a Bizeta w operze Carmen. Bizet uważał, że El Arreglito jest melodią ludową.
Na początku XX wieku był modnym tańcem towarzyskim. W stylizowanej formie występuje też w twórczości wielu kompozytorów muzyki koncertowej, m.in. Georges'a Bizeta, Maurice'a Ravela i Claude'a Debussy'ego. Obecnie habanera jako taniec nie jest popularna. Kroki habanery można znaleźć w opublikowanej przez Lugonesa w 1969 roku książce. Wczesne tanga argentyńskie, np. Juan Malio's wersja Emancipation Alfredo Bevilaqua z 1912 roku, są habanerą. W początkach XXI wieku (2007) habanera jako pieśń przetrwała w Katalonii na północ od Barcelony.
Habanera miała wpływ na wczesny rozwój tanga argentyńskiego.